# Mida Woremo
Mida Woremo (ou Mimo Weremo, anciennement Weremo Wajetuna Midarema) est un des 105 woredas de la région Amhara, en Éthiopie.
Ses principales agglomérations sont Meranga et Rema.